# Série sédimentaire
Une série sédimentaire est une suite de couches géologiques, alternant par le faciès ou la lithologie.
On interprète une série sédimentaire de la couche la plus ancienne vers la couche la plus récente.